# Jeu de main
Un jeu de main, ou jeu de tape-main, est un jeu coopératif où au moins deux joueurs frappent dans leurs mains tout en chantant une chanson enfantine. Ce type de jeu est très courant dans les cours d'école.
En raison de l'usage de facultés de communication et de coordination motrice, les jeux de main simple sont appropriés pour les enfants de 24 mois et plus. Dans de nombreuses cultures les jeux de main sont pour les deux sexes et tous âges mais dans les cultures principalement européennes ou influencées par l'Europe, l'usage est orientée vers les jeunes filles.

Jeu de main au Bénin.
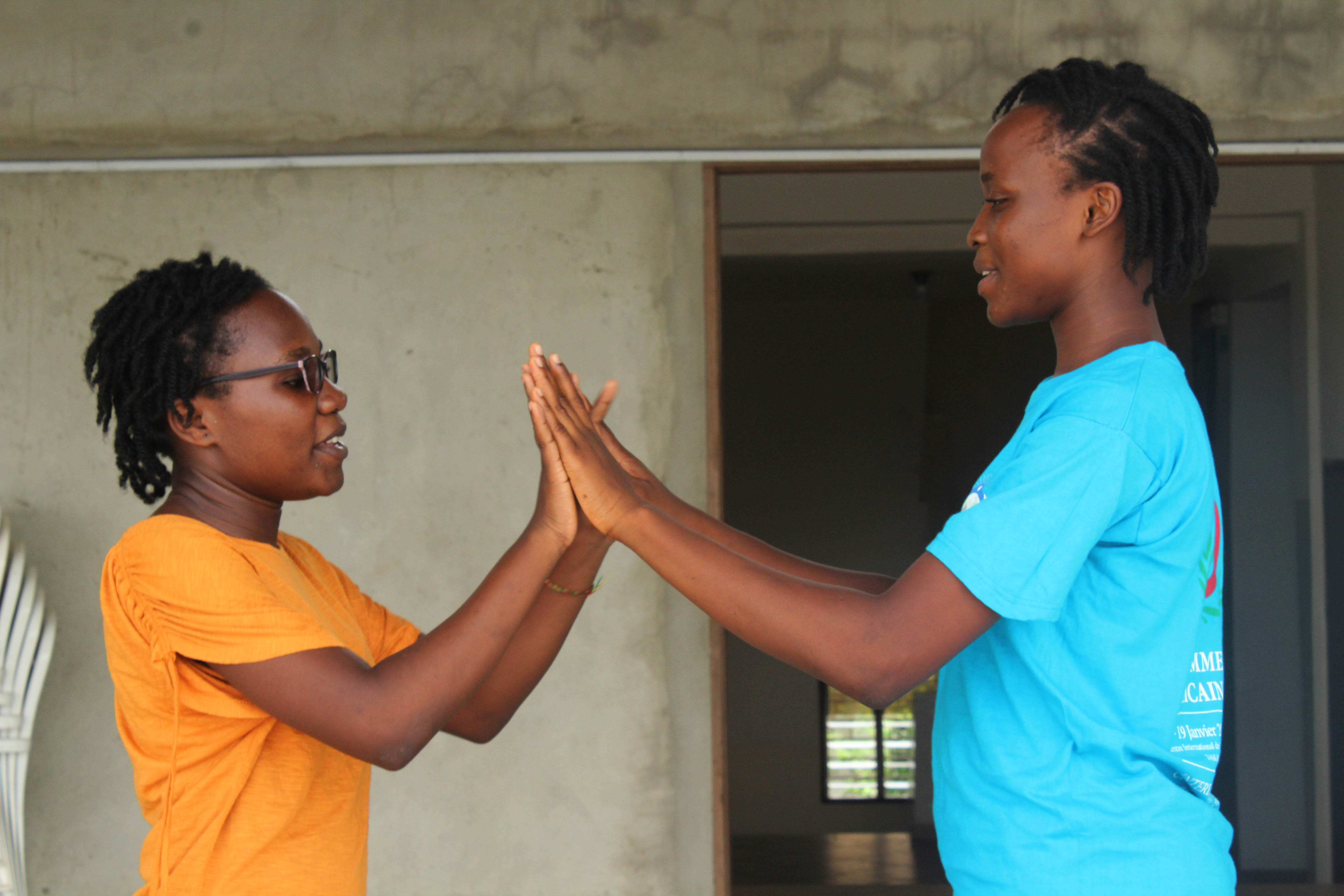
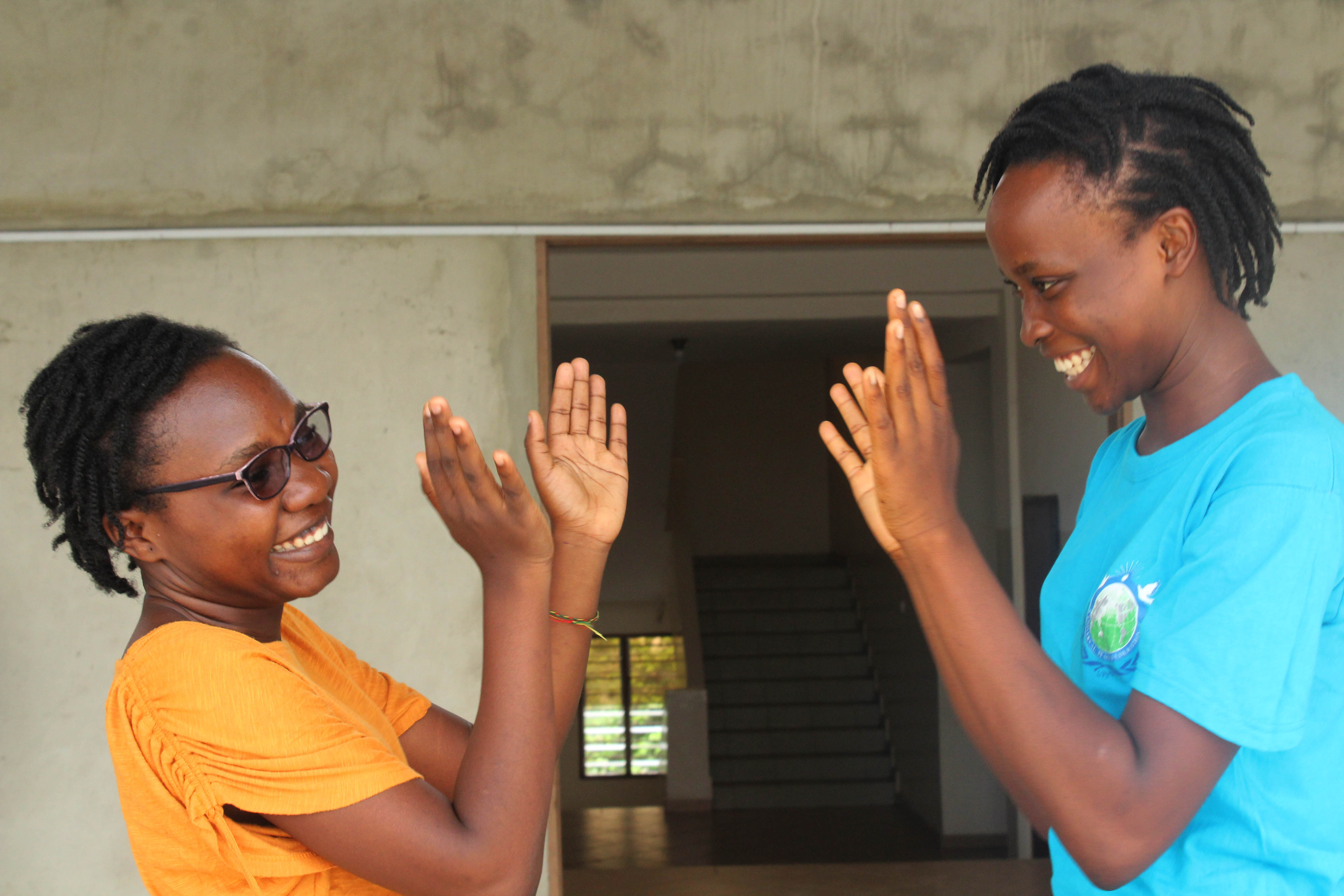
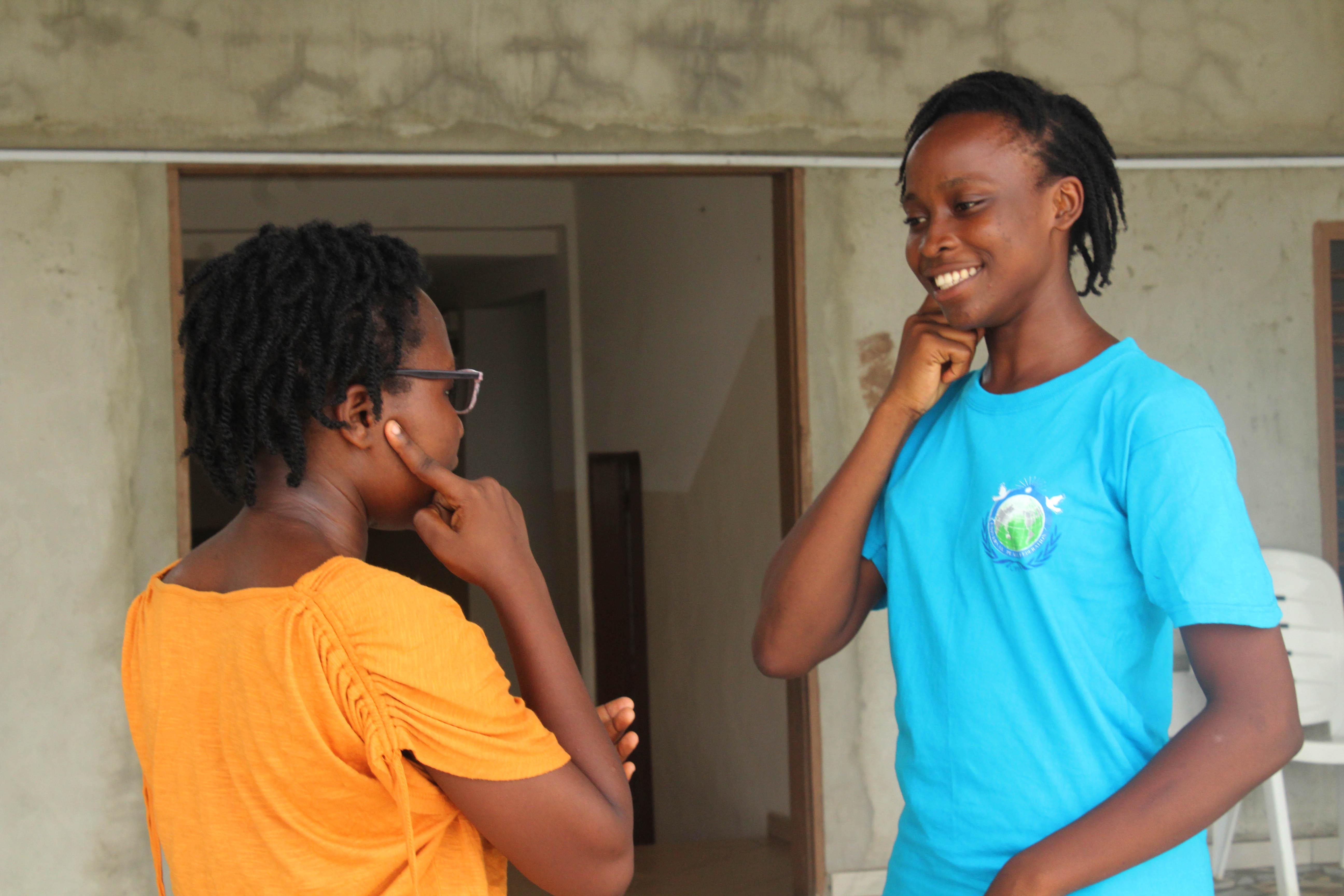
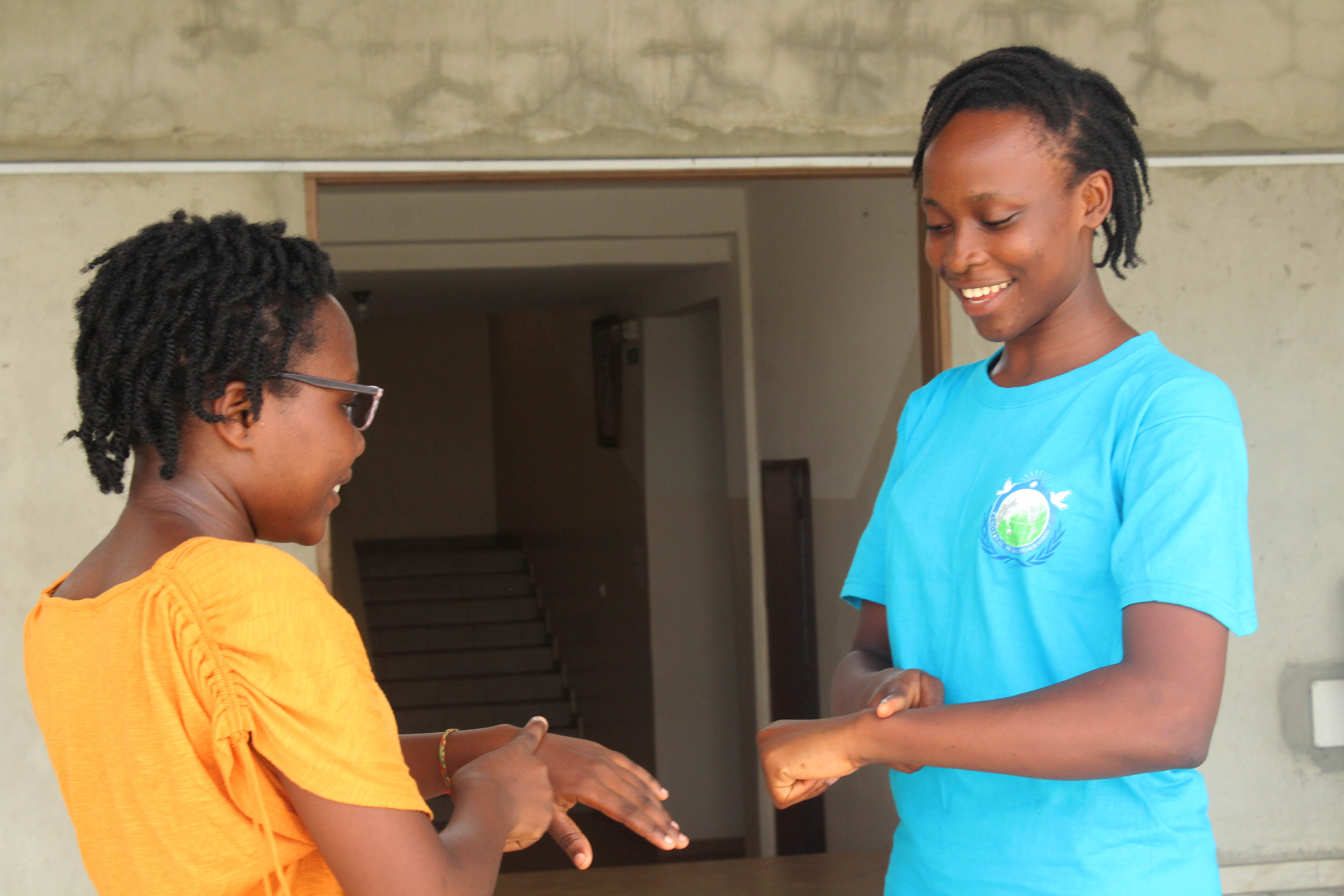
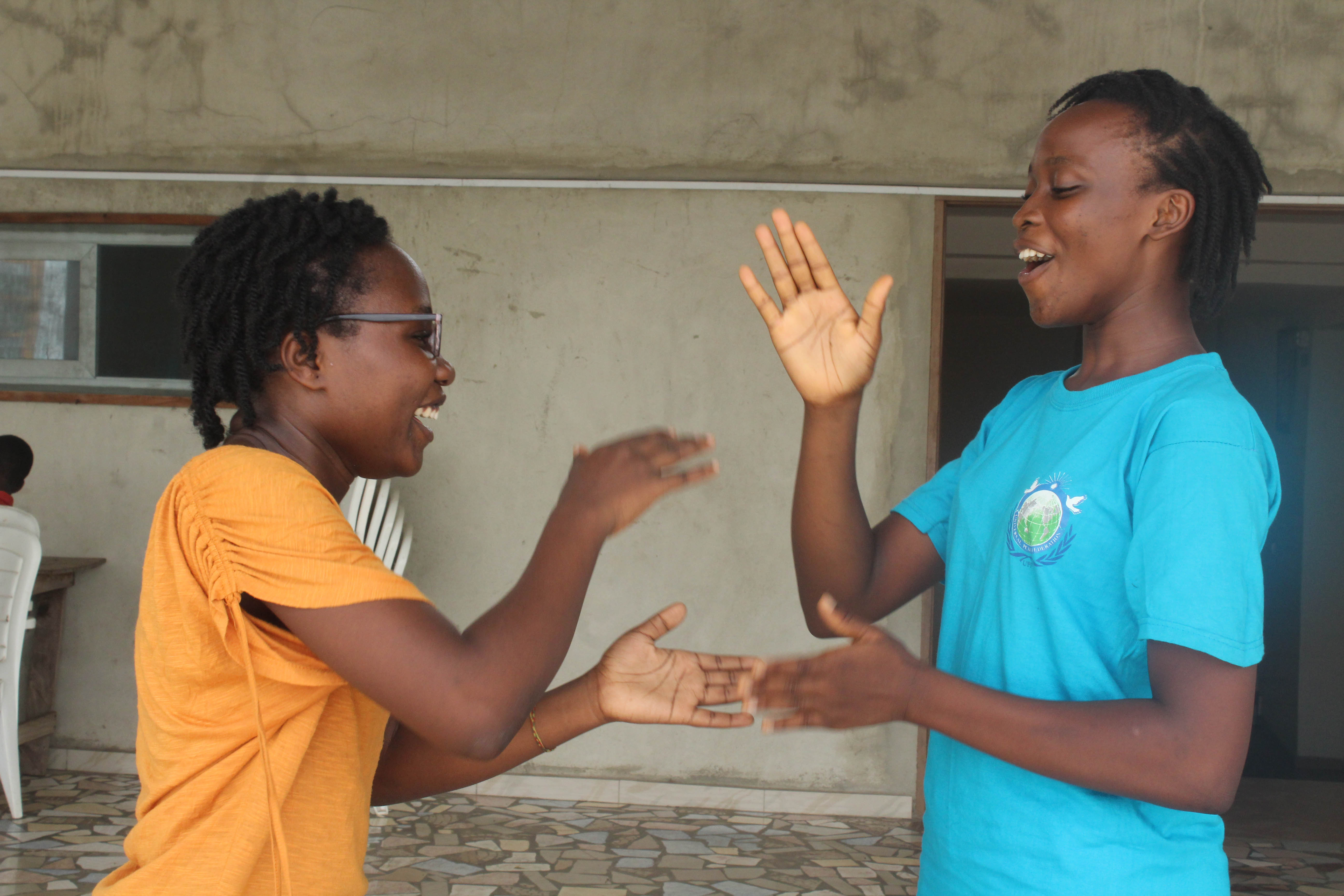

## Comptines connues

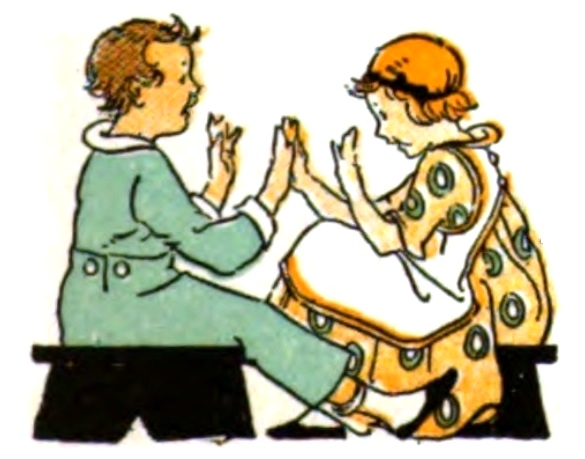
Pease Porridge Hot, un exemple de jeu de main entre enfants, illustration américaine (vers 1920).

### Francophones
- Trois petits chats
- Tiens, voilà main droite
- Dans ma maison sous terre

### Anglophones
- Down Down Baby
- Mary Mack
- Miss Susie
- Patty-cake ou Pat-a-cake, pat-a-cake, baker's man
- Pretty Little Dutch Girl
- Stella Ella Ola

### Au Brésil
(décembre 2023).
Le contenu est difficilement compréhensible vu les erreurs de traduction, qui sont peut-être dues à l'utilisation d'un logiciel de traduction automatique.
Au Brésil on chante, entre autres chansons, "adoleta", corruption de "andouillette" ou peut-être de "un deux trois". Il a été apporté au pays lors de l'immigration française et a subi des adaptations au fil du temps.
La lettre la plus commune dit:
A-do-le-tá;
Le peti peti peti polá;
Le café au chocolat;
A-do-le-tá;
Tirez la queue du tatou;
C'est toi qui est parti!
Les versets 1 et 4 n'ont aucun sens. Le verset 2 serait quelque chose comme "le petit, petit pois". Le verset 3 est un mélange de "café au chocolat" changeant "au" en "avec" (avec). La traduction des versets 5 et 6 est "Tirez la queue du tatou; C'est toi qui est parti!".